# Уявна пряма (математика)
У комплексній геометрії уявна пряма — пряма лінія, яка містить лише одну дійсну точку. Можна довести, що ця точка є точкою перетину зі спряженою прямою.
Це окремий випадок уявної кривої.
Уявну пряму знайдено в комплексній проєктивній площині {\displaystyle P^{2}(C)}, де точки подано трьома однорідними координатами {\displaystyle (x_{1},\ x_{2},\ x_{3}),\quad x_{i}\in C.}
Бойд Паттерсон описав лінії в цій площині:
Геометричне місце точок, координати яких задовольняють однорідне лінійне рівняння з комплексними коефіцієнтами
{\displaystyle a_{1}\ x_{1}+\ a_{2}\ x_{2}\ +a_{3}\ x_{3}\ =\ 0}
 — пряма лінія, яка є дійсною чи уявною залежно від того, пропорційні чи не пропорційні коефіцієнти її рівняння трьом дійсним числам.
Фелікс Кляйн описав уявні геометричні структури: "Ми будемо характеризувати геометричну структуру як уявну, якщо не всі її координати дійсні.
За Гаттоном:
Геометричним місцем подвійних точок (уявних) інволюцій, що перекриваються, в яких пучок (дійсний) інволюцій, що перекриваються, перетинають дійсні трансверсалі, є пара уявних прямих.
Гаттон продовжує,
Звідси випливає, що уявна пряма визначається уявною точкою, яка є подвійною точкою інволюції, і дійсною точкою — вершиною пучка інволюцій.